# Trichoglossus weberi
El lori de Flores (Trichoglossus weberi) es una especie de ave psitaciforme de la familia Psittaculidae endémica de la Isla de Flores (Indonesia).